# Tamara Dietl

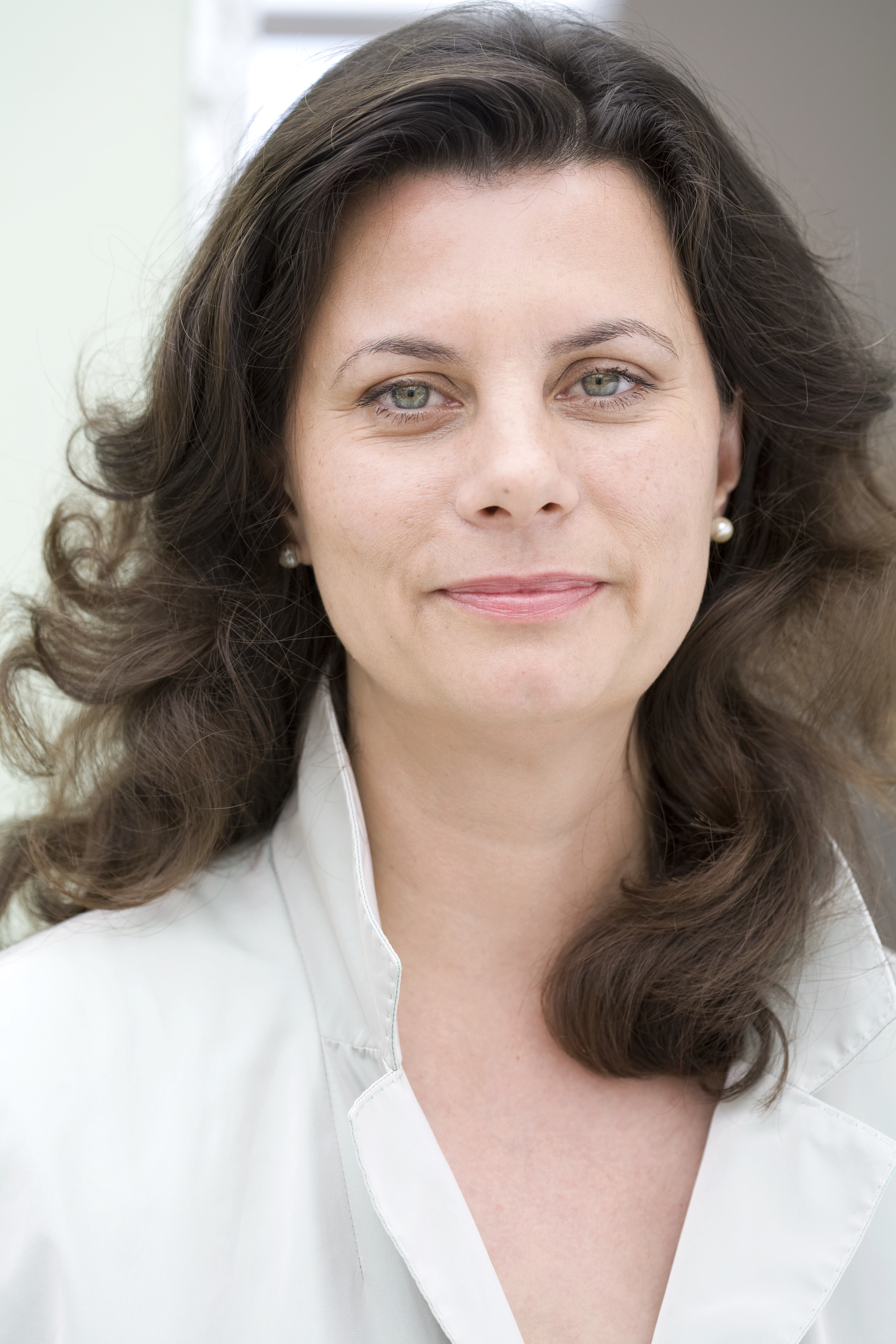
Tamara Dietl (2011)

Tamara Dietl (* 24. Februar 1964 in Hamburg als Tamara Duve) ist eine deutsche Journalistin, Autorin und Beraterin.

## Lebenslauf
Tamara Duve wurde 1964 als Tochter des SPD-Politikers und Publizisten Freimut Duve und der ägyptischen Lehrerin Gulnar Abdel Magid in Hamburg geboren, wo sie 1983 das Abitur an der Heinrich-Hertz-Schule machte.
Ihre journalistische Ausbildung absolvierte sie von 1983 bis 1985 mit einem Volontariat bei der Hamburger Morgenpost. Im Anschluss daran arbeitete sie als Gerichtsreporterin für dieselbe Zeitung. Ab 1988 arbeitete sie zehn Jahre lang für Spiegel TV unter Chefredakteur Stefan Aust. In dieser Zeit produzierte sie zahlreiche politisch-historische Dokumentationen, u. a. über die Deutsche Einheit, den Deutschen Herbst und die Nuklearkatastrophe von Tschernobyl, sowie biographische Dokumentationen u. a. über Romy Schneider, Willy Brandt, Axel Springer, Rudolf Augstein und Marlene Dietrich.
Außerdem war sie als freie Autorin und Beraterin für die ARD, Die Zeit, Süddeutsche Zeitung tätig und lehrte als Dozentin an Journalisten- und Filmhochschulen unter anderem für die Henri-Nannen-Schule in Hamburg, die Deutsche Film- und Fernsehakademie Berlin, die Schreibschule Köln und die Evangelische Journalistenschule in Berlin.
Zwischen 1998 und 2004 war sie als Kreativ-Producerin für Regina Ziegler (Ziegler Film), Bernd Eichinger (Constantin Film) und Helmut Dietl (Diana Film) tätig und wirkte an der Entwicklung diverser Fernseh-Events wie „Der Verleger Axel Springer“ oder „Willy Brandt – Im Schatten der Macht“. Mittlerweile arbeitet sie als Consultant und Business Coach mit Verantwortlichen aus Wirtschaft, Politik und Medien. Sie hat eine Zusatzausbildung zum Sinn- und Wertecoach nach der Lehre des Neurologen und Psychiaters Viktor Frankl absolviert. Außerdem ist sie Kolumnistin der Zeitschrift DONNA sowie Chefredakteurin der PoV – Point of View, dem Kundenmagazin der Söllner Communications AG, das sich mit der Digitalen Transformation auseinandersetzt. Hierfür führte sie Interviews u. a. mit dem Management-Vordenker Fredmund Malik, der Informatik-Professorin Claudia Linnhoff-Popien, den Trendforschern Professor Peter Wippermann und Sven Gabor Janszky sowie den Psychologen Michael Winterhoff und Stephan Grünwald.
2002 heiratete sie den Filmemacher Helmut Dietl. 2003 kam ihre gemeinsame Tochter zur Welt. Im März 2015 starb Helmut Dietl. Im November desselben Jahres erschien im btb Verlag ihr erstes Buch Die Kraft liegt in mir: Wie wir Krisen sinnvoll nutzen können. Darin setzt sie sich mit der Krebserkrankung und dem Sterben ihres Mannes auseinander.
Als Verwalterin des Nachlasses ihres Mannes hat sie dessen unvollendete Erinnerungen herausgegeben, die unter dem Titel A bissel was geht immer im September 2016 im Verlag Kiepenheuer und Witsch erschienen sind. Aufgrund ihrer Nachlassarbeit wurde eine Ausstellung im Literaturhaus München organisiert (Oktober 2016 bis Februar 2017).
Dietl ist Gründungsmitglied des PEN Berlin.

## Publikationen
Autorin
- Die Kraft liegt in mir: Wie wir Krisen sinnvoll nutzen können. btb, München 2015, ISBN 978-3-442-75494-6.

Herausgeberin
- Helmut Dietl: A bissel was geht immer: Unvollendete Erinnerungen, Nachwort von Patrick Süskind. Kiepenheuer & Witsch, Köln 2016, ISBN 978-3-462-04980-0.

Beiträge in
- Klaus Traube: Der Atom-Skandal. Alkem, Nukem und die Konsequenzen. Rowohlt, Reinbek 1988, ISBN 978-3-499-12472-3.
- Katharina Rutschky: Handbuch sexueller Missbrauch. Rowohlt, Reinbek 1999, ISBN 978-3-499-60598-7.
- Alexandra Hildebrandt, Werner Landhäußer: CSR und Digitalisierung – Der digitale Wandel als Chance und Herausforderung für Wirtschaft und Gesellschaft. Springer, Berlin 2016, ISBN 978-3-662-53201-0.

Fernseh- und Videodokumentationen
Maßgebliche Beiträge zusammen mit Stefan Aust, Michael Jürgs oder Jürgen Leinemann finden sich unter dem Weblink WorldCat.

## Auszeichnungen
- 1992: Finalist Award des New York Festivals für Marlene Dietrich – Ein Mythos kehrt zurück zusammen mit Nicole Brock und Beate Schwarz sowie die Silbermedaille für Fünf Wochen im Herbst – Protokoll einer Deutschen Revolution zusammen mit Stefan Aust, Gunther Latsch, Katrin Klocke, Beate Schwarz[13]